# Zana (sastav)
Zana je srbijanski pop rock sastav iz Beograda, uspješan tijekom 1980-ih u bivšoj Jugoslaviji. Grupu danas čine pjevačica Jelena Galonić i klavijaturist Zoran Živanović.

## Povijest

### Počeci
Zanu su u Beogradu 1980. godine osnovali klavijaturist Zoran Živanović i gitarist Radovan Jovićević. Grupa je dobila ime po svojoj prvoj i najpopularnijoj pjevačici, Albanki Zani Nimani.
Grupa je objavila nekoliko novovalnih i pop rock singlova i pjesama prije svojeg prvog studijskog albuma Loše vesti uz rege za pivsku flašu, koju je izdao Jugoton 1981. godine. Album je napravljen u stilu umjetnničkog postpunka i alternativnog rocka s novovalnim elementima i ponekom akustičnom power pop pjesmom. Unatoć jedinstvenom zvuku nije izazvao previše pažnje i prodaja mu je bila slaba. Tijekom ovog kraćeg i manje poznatog početnog razdoblja, Zana je bila relativno nova grupa. Njihove pjesme su se nalazile na kompilacijama Svi marš na ples! i Vrući dani i vrele noći.

### Popularnost
Grupa, a posebno Zana Nimani su postigli popularnost širom bivše Jugoslavije s drugim albumom Dodirni mi kolena koji je izdao Jugoton, 1982. godine. Ovim albumom grupa se prebacila na novovalni rock s elementima synth-popa ili reggae-glazbe. Međutim, izvjesni tragovi njihove postpunk i alternativne rock prethodne faze su bili očigledni i na ovoj ploči. Album je snimljen u Švedskoj između 20. svibnja i 25. lipnja 1982. godine, a sastav su tada činili: pjevačica Zana Nimani, klavijaturist Zoran Živanović, gitaristi Radovan Jovićević i Igor Jovanović, bas gitarist i prateći vokal Bogdan Dragović i bubnjar Pavle Nikolić. Veliki hitovi s albuma bili su "Majstor za poljupce" i naslovna pjesma "Dodirni mi kolena".
Godine 1983., objavljuju treći album Natrag na voz, na kojem se nalazile pjesme "Mladiću moj" i balada "Jabuke i vino", duet Zane Nimani i bivšeg člana Bijelog dugmeta Željka Bebeka.

### Odlazak Zane Nimani
Zana Nimani je 1985. godine napustila grupu i započela uspješnu samostalnu karijeru. Godine 1986., objavila je prvi samostalni album Noćas pevam samo tebi u stilu synthpopa i pop rocka, pa se nakon toga povukla iz glazbe i s obitelji 1991. preselila u Kanadu gdje živi do današnjih dana.

### Zanabez Zane
Unatoč Zaninom odlasku, grupa je nastavila s radom pod istim imenom, ali s novom pjevačicom Natašom Gajović (1985. – 1988.), koja je pjevala na albumima Crvene lale (PGP RTB 1985.), Otkinimo noćas zajedno (PGP RTB 1987.) i Vojna pošta (Diskoton 1987.) s gostima kao što su Mladen Vojičić Tifa i Laza Ristovski iz Bijelog dugmeta. Uz dolazak nove pjevačice, grupa je promijenila svoj stil prema euro pop i pop rock glazbi. Iz ovog perioda se izdvajaju pjesme "Vejte snegovi" i "Oženićeš se ti". Nataša Živković (1989. – 1990.) je zamijenila Natašu Gajović i pjevala je na albumu Miš (Diskoton, 1989.). Osim nje u grupu su došli Saša Al Hamed (bubnjar) i Zoran Jaksić (basist). Na albumu se našao hit "Rukuju se, rukuju". Gost na ovom albumu je bila srpska zvijezda Dragana Mirković.
Sadašnja pjevačica Jelena Galonić se pridružila grupi 1990. godine. S njom je grupa objavila albume: Nisam, nisam (1991.) koji je donio kombinaciju popa uz veću raznolikost stila, Tražim (PGP RTS 1993.) koji je bio nalik na prethodni, Zanomanija (PGP RTS 1997.) koji je donio izlet u electro pop i dance pop u nekim pjesmama uz minimum rock zvuka, Prijatelji (PGP RTS 1999.) koji je donio više rocka nalik na rane radove i 21“(City Records 2001.) koji je donio zaokret prema pop-u uz zadržavanje elektronike i rocka sa prethodnih albuma u djelu pjesama.
Osnivač grupe Radovan Jovićević je napustio sastav 1999. godine i preselio se u SAD. Grupa je 2006. objavila album Kao nekad na kojem su se našli stariji hitovi Dodirni mi kolena i Vejte snegovi u svojim dance pop remiksevima. Album je donio i jednu suradnju sa pijanistom Goranom Dimšićem Dime u baladi "Znaš li šta je ljubav ?".
Nakon petogodišnje pauze grupa se 2015. obnovila, ponovo počela nastupati u postavi sastavljenoj od Jelene Galonić, Zorana Živanovića, Milice Rančić (bubnjevi), Dejana Trajkovića (gitara), Miljana Davidovića (klavijature), Zorana Jakšića (bass gitara), i objavila singl "Maco" kojim se vratila pop rock formatu.
U ožujku 2016., original basist grupe, Bogdan Dragović, preminuo je.
U prosincu 2016., Zana je objavila "Stupido", duet između Jelene Galonić i bivše vokalistice grupe Nataše Gajović. 
Godine 2022., grupa Zana objavljuje box set pod imenom "Dijamantski box set 1980–2022" koji obuhvaća svih 13 studijskih albuma, 1 live album i 1 CD sa singlovima. Jedan od singolva je "Alhemičar", posvećen preminuloj Marini Tucaković, tekstopiscu i neformalnom članu grupe.

## Diskografija

### Studijski albumi
Sa Zanom Nimani
- Loše vesti uz rege za pivsku flašu (1981.)
- Dodirni mi kolena (1982.)
- Natrag na voz (1983.)

S Natašom Gajović
- Crvene lale (1985.)
- Otkinimo noćas zajedno (1987.)
- Vojna pošta (1988.)

S Natašom Živković
- Miš (1989.)

S Jelenom Galović-Živanović
- Nisam, nisam (1991.)
- Tražim (1993.)
- Zanomanija (1997.)
- Prijatelji (1999.)
- Kvaka/21 (2001.)
- Kao nekad (2006.)

### Albumi uživo
- Zana uživo (1998.)

### Kompilacijski albumi
- Zlatni hitovi 1980 - 1995 (1996.)
- 20 Zlatnih hitova (1998.)
- The Platinum Collection (2009.)

## Vanjske poveznice
- Službene stranice  Arhivirana inačica izvorne stranice od 16. veljače 2012. (Wayback Machine)